# Печат на Северна Дакота
Големият Печат на Северна Дакота е официалният печат на щата Северна Дакота. Представлява самотно дърво сред полето, стеблото на което е заобиколено с три снопа пшеница. Отдясно се виждат плуг, наковалня и шейна. Отляво лък с три стрели и индианец на кон, който преследва бизон. Отгоре в полукръг са разположени 42 звезди и надпис: „Свобода и обединение, сега и завинаги, единствено и неделимо“. Думите „Големият печат“ са най-отгоре, а „щат Северна Дакота“ най-отдолу, 1 октомври отляво и 1889 отдясно. Цветовете варират.
Големият печат е единственият символ, който е защитен от щатския закон на Северна Дакота и не може да бъде възпроизведен или модифициран и използван с комерсиални цели.